# يوشيتسوغو ماتسوؤكا
يوشيتسوغو ماتسوؤكا (باليابانية: 松岡 禎丞) هو مؤدي أصوات ياباني ولد في 24 أكتوبر 1986 في هوكايدو.

## أدواره في الأنمي

### مسلسلات أنمي تلفزيونية
- دفتر مذكرات السماء - نارومي فوجيشيما
- سيكريد سفن - فوجيمورا
- روكيوبو! - كازوناري أويهارا
- سورد آرت أونلاين - كيريتو/كازوتو كيريغايا
- سورد آرت أونلاين II - كيريتو/كازوتو كيريغايا
- سورد آرت أونلاين أليسيزيشن - كيريتو/كازوتو كيريغايا
- سورد آرت أونلاين أليسيزيشن War of Underworld - كيريتو/كازوتو كيريغايا
- شاكوغان نو شانا III(فاينل) - فرنسوا أوريك
- الفتاة الساحرة مادوكا ماجيكا - ناكازاوا
- الإبن المتجول - ريكو سيا
- بلاك روك شوتر - تاكو كاتسوتشي
- لاغرانج زهرة الريني - دانون سي أراي
- أختي لا يمكن لها أن تكون بهذه الظرافة - كايدي ماكابي
- أختي لا يمكن لها أن تكون بهذه الظرافة. - كايدي ماكابي
- كوينز بليد: ريبيليون - تايرا
- أسطورة أراتا - أراتا
- فتاة ساكوراسو الأليفة - سوراتا كاندا
- أوكامي-سان و رفاقها السبعة - إينوزوكا
- ميداكا بوكس - قائد نادي الأوركسترا
- ماغي: The Kingdom of Magic - تيتوس ألكسيوس
- نو غيم نو لايف - سورا
- M3 الفولاذ الأسود - أكاشي ساغينوما
- التلميذ المتخلف في ثانوية السحر - ماساكي إيتشيجو
- أكامي غا كيل! - لاباك
- جولة الربيع الأزرق - توما كيكوتشي
- ترينيتي سفن - أراتا كاسوغا
- يواموشي بيدال - هاجيمي آوياغي
- يواموشي بيدال GRANDE ROAD - هاجيمي آوياغي
- يواموشي بيدال NEW GENERATION - هاجيمي آوياغي
- يواموشي بيدال GLORY LINE - هاجيمي آوياغي
- دينكي-غاي - كانتوكو
- تنمية عشيقة مبتذلة - تومويا أكي
- تنمية عشيقة مبتذلة ♭ - تومويا أكي
- بادي كومبليكس - آوبا واتاسي
- آيدولماستر - شوتا ميتاراي
- شوكوغكي نو سوما - سوما يوكيهيرا
- شوكوغكي نو سوما: الطبق الثاني - سوما يوكيهيرا
- شوكوغكي نو سوما: الطبق الثالث - سوما يوكيهيرا
- شوكوغكي نو سوما: الطبق الثالث: قطار توتسوكي - سوما يوكيهيرا
- شوكوغكي نو سوما: الطبق الرابع - سوما يوكيهيرا
- هل من الخطأ أن أسعى وراء الفتيات في المتاهات؟ - بيل كرانيل
- هل من الخطأ أن أسعى وراء الفتيات في المتاهات؟ II - بيل كرانيل
- أبسولوت دوؤو - تورو كوكونوي
- فافنير اللامتناهية - يو مونونوبي
- أص الديناري - شينجي كانيمارو
- متتابعة أكاديمية ميكاغورا - بيمي
- المانغاكا و مساعداته - يوكي آيتو
- معلم قتال السحر الجوي - كاناتا إيج
- شيروباكو - تاتسويا أوتشياي
- ديمنشن دبليو - كوروغي
- دايز - جين كازاما
- موب سايكو 100 - توكوغاوا٫ تيروكي هانازاوا
- موب سايكو 100 II - توكوغاوا٫ تيروكي هانازاوا
- سيرفامب - بيلكيا
- كايتو جوكر - تسوباسا أكاي/فينيكس
- ري:بداية الحياة في عالم آخر من نقطة الصفر - بيتلجوس رومانيكونتي
- توقفوا عن الإعجاب بي - هاياتو شينوميا
- كيوس;تشايلد - تاكورو مياشيرو
- نادي ثانوية الوسيمين للدفاع عن الأرض LOVE! - شو كومي
- نادي ثانوية الوسيمين للدفاع عن الأرض LOVE!LOVE! - كوروشيرو كومانو
- فيت/أبوكريفا - فلات إسكاردوس
- هاكاتا تونكوتسو رامنز - ياماتو
- مكان أبعد من الكون - توشيو زايزين
- ملحمة غرانكريست - مورينو دورتوس
- هاكيو هوشين إنغي - سونتينكون
- الفرسان والسحر - أوليفر بلومدال
- أول آوت!! - شو ميكادو
- ديفلز لاين - يوكي أنزاي
- فتيان سانريو - سوبارو أماغايا
- غيرليش نمبر - جوزو ماتسوؤكا
- سيسين كيربيروس: فاتاليتي نقش التنين - هيرو
- المعلم الأوتاكو - جو أوداوارا
- جاندام بيلد دايفرز - دوجي
- أكاديميتي للأبطال - يوسيتسو أواسي
- نهوض بطل الدرع - رين أماكي
- هاي سكور غيرل - ما-كن
- لعبة الملك ذي أنيميشن - توشيوكي آبي
- سيف قاتل الشياطين - إينوسكي هاشيبيرا
- فريق الإطفاء الناري - يونا
- فريق الإطفاء الناري: الجزء الثاني - يونا
- إرومانغا سينسي - ماساموني إيزومي
- التوأم الخماسي المتماثل - فوتارو أويسوغي
- التوأم الخماسي المتماثل∬ - فوتارو أويسوغي
- مصاص الدماء يموت في لمح البصر - تو هاندا
- طوكيو ريفينجرز - ميتسويا تاكاشي
- بطولات فارس فاشل - شيزويا كيريهارا

### أنمي الإنترنت
- كينغان أشورا - رايان كوري

### أفلام أنمي
- سلسلة أفلام الفتاة الساحرة مادوكا ماجيكا
  - الفتاة الساحرة مادوكا ماجيكا: البداية - ناكازاوا
  - الفتاة الساحرة مادوكا ماجيكا: الأبدية - ناكازاوا
- سلسلة أفلام كود غياس: أكيتو المنفي
  - كود غياس: أكيتو المنفي: الفصل الأول «وصول التنين» - يوكيا ناروسي
  - كود غياس: أكيتو المنفي: الفصل الثاني «انقسام التنين» - يوكيا ناروسي
- آيدولماستر موفي: إلى الجانب البرّاق - شوتا ميتاراي
- سورد آرت أونلاين ذا موفي: أوردينال سكيل - كيريتو/كازوتو كيريغايا
- فيلم ترينيتي سفن: «إترنيتي لايبراري» و «ألكيميك غيرل» - أراتا كاسوغا
- فيلم ترينيتي سفن: «هيفنز لايبراري» و «كريمزون لورد» - أراتا كاسوغا
- نو غيم نو لايف: زيرو - ريكو، سورا
- آرموني - أكيو هونجو
- فيلم يواموشي بيدال - هاجيمي آوياغي
- قاتل الشياطين الفيلم: قطار اللانهاية - إينوسكي

## أدواره في ألعاب الفيديو
- آيدولماستر سايد إم - شوتا ميتاراي
- سورد آرت أونلاين: إنفينيتي مومنت - كيريتو
- سورد آرت أونلاين: هولو فراغمنت - كيريتو
- سورد آرت أونلاين: لوست سونغ - كيريتو
- سورد آرت أونلاين: هولو رياليزيشن - كيريتو
- سورد آرت أونلاين: فيتال بوليت - كيريتو
- ديجيمون ستوري: سايبر سلوث - تاكومي آيبا
- شوكوغيكي نو سوما: طبق الصداقة والروابط - سوما يوكيهيرا
- قنشن امبكات - ادبتس شاو

## أدواره في الدبلجة اليابانية
- فايكنغز - سيغورد

## وصلات خارجية
- يوشيتسوغو ماتسوؤكا على موقع IMDb (الإنجليزية)
- يوشيتسوغو ماتسوؤكا على موقع ميوزك برينز (الإنجليزية)
- يوشيتسوغو ماتسوؤكا على موقع قاعدة بيانات الفيلم (الإنجليزية)
- يوشيتسوغو ماتسوؤكا على موقع ANN person (الإنجليزية)